# ISO/IEC 8859-1
ISO 8859-1 es una norma de la ISO que define la codificación del alfabeto español, incluyendo los diacríticos (como letras acentuadas, ñ, ç), y letras especiales (como ß, Ø), necesarios para la escritura de las siguientes lenguas originarias de Europa occidental: afrikáans, alemán, español, catalán, euskera, danés, gaélico escocés, feroés, francés, gaélico irlandés, gallego, inglés, islandés, italiano, neerlandés, noruego, portugués y sueco. 
También conocida como Latin1.
Esta norma pertenece al grupo de juegos de caracteres de la ISO que se caracterizan por poseer la codificación ASCII en su rango inicial (128 caracteres) y otros 128 caracteres para cada codificación, con lo que en total utilizan 8 bits.
Los caracteres de ISO-8859-1 son además los primeros 256 caracteres del estándar ISO/IEC 10646 (Unicode).
La norma ISO/IEC 8859-15 consistió en una revisión de la ISO 8859-1, incorporando el símbolo del Euro y algunos caracteres necesarios para dar soporte completo al francés, finés y estonio.

## Caracteres de ISO Latín 1
A continuación los caracteres imprimibles de la norma que no pertenecen al subconjunto ASCII:
```
      Oct    Dec   Hex   Carac   Descripción
      ------------------------------------------------------------------
      0241   161   A1      ¡     SIGNO DE EXCLAMACIÓN ABIERTO
      0242   162   A2      ¢     SIGNO DE CENTAVO
      0243   163   A3      £     SIGNO DE LIBRA ESTERLINA
      0244   164   A4      ¤     SIGNO MONETARIO
      0245   165   A5      ¥     SIGNO DEL YEN/YUAN
      0246   166   A6      ¦     BARRA VERTICAL PARTIDA
      0247   167   A7      §     SIGNO DE SECCIÓN
      0250   168   A8      ¨     DIÉRESIS
      0251   169   A9      ©     SIGNO DE DERECHOS DE COPIA
      0252   170   AA      ª     INDICADOR ORDINAL FEMENINO
      0253   171   AB      «     SIGNO DE COMILLAS LATINAS DE APERTURA
      0254   172   AC      ¬     SIGNO DE NEGACIÓN
      0255   173   AD      -     GUION SEPARADOR DE SÍLABAS
      0256   174   AE      ®     SIGNO DE MARCA REGISTRADA
      0257   175   AF      ¯     MACRÓN
      0260   176   B0      °     SIGNO DE GRADO
      0261   177   B1      ±     SIGNO MÁS-MENOS
      0262   178   B2      ²     SUPERÍNDICE DOS
      0263   179   B3      ³     SUPERÍNDICE TRES
      0264   180   B4      ´     ACENTO AGUDO
      0265   181   B5      µ     SIGNO DE MICRO
      0266   182   B6      ¶     SIGNO DE CALDERÓN
      0267   183   B7      ·     PUNTO CENTRADO
      0270   184   B8      ¸     CEDILLA
      0271   185   B9      ¹     SUPERÍNDICE 1
      0272   186   BA      º     INDICADOR ORDINAL MASCULINO
      0273   187   BB      »     SIGNO DE COMILLAS LATINAS DE CIERRE
      0274   188   BC      ¼     FRACCIÓN VULGAR DE UN CUARTO
      0275   189   BD      ½     FRACCIÓN VULGAR DE UN MEDIO
      0276   190   BE      ¾     FRACCIÓN VULGAR DE TRES CUARTOS
      0277   191   BF      ¿     SIGNO DE INTERROGACIÓN ABIERTA
      0300   192   C0      À     A MAYÚSCULA CON ACENTO GRAVE
      0301   193   C1      Á     A MAYÚSCULA CON ACENTO AGUDO
      0302   194   C2      Â     A MAYÚSCULA CON CIRCUNFLEJO
      0303   195   C3      Ã     A MAYÚSCULA CON TILDE
      0304   196   C4      Ä     A MAYÚSCULA CON DIÉRESIS
      0305   197   C5      Å     A MAYÚSCULA CON CÍRCULO ENCIMA
      0306   198   C6      Æ     AE MAYÚSCULA
      0307   199   C7      Ç     C MAYÚSCULA CON CEDILLA
      0310   200   C8      È     E MAYÚSCULA CON ACENTO GRAVE
      0311   201   C9      É     E MAYÚSCULA CON ACENTO AGUDO
      0312   202   CA      Ê     E MAYÚSCULA CON CIRCUNFLEJO
      0313   203   CB      Ë     E MAYÚSCULA CON DIÉRESIS
      0314   204   CC      Ì     I MAYÚSCULA CON ACENTO GRAVE
      0315   205   CD      Í     I MAYÚSCULA CON ACENTO AGUDO
      0316   206   CE      Î     I MAYÚSCULA CON CIRCUNFLEJO
      0317   207   CF      Ï     I MAYÚSCULA CON DIÉRESIS
      0320   208   D0      Ð     ETH MAYÚSCULA
      0321   209   D1      Ñ     EÑE MAYÚSCULA
      0322   210   D2      Ò     O MAYÚSCULA CON ACENTO GRAVE
      0323   211   D3      Ó     O MAYÚSCULA CON ACENTO AGUDO
      0324   212   D4      Ô     O MAYÚSCULA CON CIRCUNFLEJO
      0325   213   D5      Õ     O MAYÚSCULA CON TILDE
      0326   214   D6      Ö     O MAYÚSCULA CON DIÉRESIS
      0327   215   D7      ×     SIGNO DE MULTIPLICACIÓN (ASPA)
      0330   216   D8      Ø     O MAYÚSCULA CON BARRA INCLINADA
      0331   217   D9      Ù     U MAYÚSCULA CON ACENTO GRAVE
      0332   218   DA      Ú     U MAYÚSCULA CON ACENTO AGUDO
      0333   219   DB      Û     U MAYÚSCULA CON CIRCUNFLEJO
      0334   220   DC      Ü     U MAYÚSCULA CON DIÉRESIS
      0335   221   DD      Ý     Y MAYÚSCULA CON ACENTO AGUDO
      0336   222   DE      Þ     THORN MAYÚSCULA
      0337   223   DF      ß     S AGUDA ALEMANA
      0340   224   E0      à     A MINÚSCULA CON ACENTO GRAVE
      0341   225   E1      á     A MINÚSCULA CON ACENTO AGUDO
      0342   226   E2      â     A MINÚSCULA CON CIRCUNFLEJO
      0343   227   E3      ã     A MINÚSCULA CON TILDE
      0344   228   E4      ä     A MINÚSCULA CON DIÉRESIS
      0345   229   E5      å     A MINÚSCULA CON CÍRCULO ENCIMA
      0346   230   E6      æ     AE MINÚSCULA
      0347   231   E7      ç     C MINÚSCULA CON CEDILLA
      0350   232   E8      è     E MINÚSCULA CON ACENTO GRAVE
      0351   233   E9      é     E MINÚSCULA CON ACENTO AGUDO
      0352   234   EA      ê     E MINÚSCULA CON CIRCUNFLEJO
      0353   235   EB      ë     E MINÚSCULA CON DIÉRESIS
      0354   236   EC      ì     I MINÚSCULA CON ACENTO GRAVE
      0355   237   ED      í     I MINÚSCULA CON ACENTO AGUDO
      0356   238   EE      î     I MINÚSCULA CON CIRCUNFLEJO
      0357   239   EF      ï     I MINÚSCULA CON DIÉRESIS
      0360   240   F0      ð     ETH MINÚSCULA
      0361   241   F1      ñ     EÑE MINÚSCULA
      0362   242   F2      ò     O MINÚSCULA CON ACENTO GRAVE
      0363   243   F3      ó     O MINÚSCULA CON ACENTO AGUDO
      0364   244   F4      ô     O MINÚSCULA CON CIRCUNFLEJO
      0365   245   F5      õ     O MINÚSCULA CON TILDE
      0366   246   F6      ö     O MINÚSCULA CON DIÉRESIS
      0367   247   F7      ÷     SIGNO DE DIVISIÓN
      0370   248   F8      ø     O MINÚSCULA CON BARRA INCLINADA
      0371   249   F9      ù     U MINÚSCULA CON ACENTO GRAVE
      0372   250   FA      ú     U MINÚSCULA CON ACENTO AGUDO
      0373   251   FB      û     U MINÚSCULA CON CIRCUNFLEJO
      0374   252   FC      ü     U MINÚSCULA CON DIÉRESIS
      0375   253   FD      ý     Y MINÚSCULA CON ACENTO AGUDO
      0376   254   FE      þ     THORN MINÚSCULA 
      0377   255   FF      ÿ     Y MINÚSCULA CON DIÉRESIS
```